# Gyula Vári
Gyula Vári (ur. 6 maja 1967 w Nagykőrös) – węgierski pilot i polityk, poseł do Zgromadzenia Narodowego, eurodeputowany V kadencji.

## Życiorys
Kształcił się w szkołach lotniczych w Szolnoku i Koszycach. Odbył w Rosji szkolenie dla pilotów samolotów myśliwskich MiG-29 i MiG-29UB. W 1997 uzyskał cywilne licencje pilota PPL i CPL. Był pilotem węgierskich sił powietrznych Magyar Légierő, pracował też jako instruktor pilotażu w bazie wojskowej w Kecskemét. Od 1997 regularny uczestnik pokazów lotniczych. W 1998, 1999 i 2001 wyróżniany na międzynarodowych pokazach lotnictwa wojskowego Royal International Air Tattoo.
Po odejściu z wojska działacz różnych organizacji w branży lotniczej, w latach 2002–2006 prezes węgierskiej federacji lotniczej, a od 2008 do 2011 prezes aeroklubu w miejscowości Lakitelek.
Zaangażował się również w działalność polityczną. W latach 2002–2006 z ramienia Węgierskiej Partii Socjalistycznej sprawował mandat posła do Zgromadzenia Narodowego. Od 2003 był obserwatorem w Parlamencie Europejskim V kadencji, a od maja do lipca 2004 pełnił funkcję europosła.